# Antonín Pokorný (pedagog)
Antonín Pokorný (* 3. prosince 1939 Stará Říše) je český vysokoškolský pedagog, v letech 1996 až 1997 byl pověřený výkonem funkce rektora ČVUT v Praze.

## Životopis
Narodil se 3. prosince 1939 ve Staré Říši na Moravě. Po absolvování SPŠ stavební ve Volyni začal v roce 1956 studovat na Fakultě stavební ČVUT, kterou v roce 1963 ukončil s titulem inženýr.
V letech 1963–1976 pracoval na téže fakultě, jako pedagog katedry Technická zařízení budov. Od roku 1977 až doposud působí na Fakultě architektury ČVUT. V letech 1969–1970 byl na stáži u CSTB v Paříži, kde se seznámil s moderními konstrukcemi. Od roku 1963 až doposud provozuje projekční činnost v oborech autorizace ČKAIT. V roce 1980 získal titul docent v oboru Teorie a konstrukce pozemních staveb. V letech 1985–1991 pak vykonával funkci proděkana Fakulty architektury ČVUT pro pedagogickou činnost. Mezi léty 1992–1993 byl vedoucím pedagogického oddělení ČVUT. Od roku 1994 do roku 1999 byl prorektorem ČVUT pro pedagogickou činnost. Po úmrtí Stanislava Hanzla byl pověřen výkonem funkce rektora ČVUT, kterou vykonával od roku 1996 do roku 1997. Od roku 1990 do roku 2014 byl vedoucím Ústavu stavitelství II Fakulta architektury ČVUT. V letech 1993–2006 byl předsedou výběrové komise mezinárodního festivalu Techfilm a v roce 1996 a 1997 byl ředitelem tohoto festivalu. Má za sebou bohatou publikační činnost.
Se svou ženou Marií má syny Antonína a Vojtěcha.

## Členství v tuzemských a zahraničních společnostech a organizacích
- předseda Dozorčí rady ČKAIT od roku 1992 až 1999
- člen představenstva ČKAIT od 1999
- předseda Akreditační komise ČKAIT pro CŽV od 2001 do 2005
- předseda Rady pro rozvoj profese
- Společnost pro techniku prostředí – člen výboru odborné skupiny
- GIP – Mezinárodní společnost pro inženýrskou pedagogiku – člen Českého národního monitorovacího výboru